# Erik Öberg (politiker)
Erik Öberg ( i riksdagen kallad Öberg i Domsjö), född 2 juli 1829 i Nätra socken, Västernorrlands län, död 10 oktober 1901 i Själevads socken, Västernorrlands län, var en svensk lantbrukare och riksdagsman.
Öberg var verksam som lant-  och skogsbrukare i Domsjö. Som riksdagsman var han ledamot av andra kammaren, invald i Själevads och Arnäs tingslags valkrets. Erik Öberg var son till Eric Johansson Öberg, bonde, nämndeman, lärfthandlare och legendarisk sörkörare och båtsman i kriget mot Ryssland. Erik Öbergs son, Carl Jonas Öberg efterträdde fadern som riksdagsman.